# Pavane
Pavane (pavan, paven, pavin, pavian, pavine eller pavyn; italiensk pavana, padovana; tysk Paduana) er en langsom processionsdans af spansk-italiensk oprindelse, som var ret almindelig i Europa i 1500- og 1600-tallet. Som selskabsdans gik den af mode i begyndelsen af 1600-tallet, men blev brugt som bestanddel i instrumentalsuiter – gerne i kombination med en galliard til omkring midten af 1600-tallet, da disse satser blev erstattede af de nyere allemande og courante.
I 1700-tallet fik pavanen en efterblomstring i form af tombeaux.
Komponister som skrev pavaner:
- Joan Ambrosio Dalza (som den første, Venezia 1508),
- Pierre Attaingnant (ca. 1494-1552),
- Claude Gervaise (ca. 1510-etter 1558),
- Anthony Holborne (ca. 1545-1602)
- William Byrd (1543–1623),
- Thomas Morley (ca. 1557 – 1602),
- Jan Pieterszoon Sweelinck (1562–1621),
- John Dowland (ca. 1563-1626),
- Orlando Gibbons (1583–1625),
- Johann Hermann Schein (1586–1630),
- Samuel Scheidt (1587–1654),
- Jacob van Eyck (ca. 1590-1657)

## Senere brug
Langt senere komponister har anvendt pavanens karakteristiske rytme, en daktyl med betoningen lang-kort-kort. Eksempler er 2. sats af Ludwig van Beethovens Symfoni nr. 7 op. 92 eller 2. sats af Franz Schuberts Strygekvartet i d-moll D 810. Også Wanderer-rytmen, som Schubert anvendte i mange af sine kompositioner, har pavanelignende træk, eksempelvis lieden Der Wanderer D 493 og Wanderer-Fantasie for klaver D 760).
Senere eksempler fra kunst- og underholdningsmusikken:
- Maurice Ravel, Pavane pour une infante défunte
- Gabriel Fauré, Pavane (1887)
- Jon Lord, Pavane (fra albummet Sarabande, 1976)
- Jethro Tull/Ian Anderson, Pavane (fra The Christmas Album, 2002), baseret på Faurés Pavane
- Jan Akkerman, Pavane